# 澳門巴士15S1路線
澳門巴士15S1路線是由新福利經營，往返蝴蝶谷大馬路和九澳七苦聖母小堂的巴士路線。

## 背景
- 自2016年2月起，澳巴21A路線延長行程至九澳，以配合九澳油庫、九澳康復醫院等建設。[1]

- 2019年3月，離島社區服務咨詢委員會委員副召集人劉鳳鳴指出，自2018年8月起護養院首批服務開放後，有院友家屬及社團反映護養院周邊配套欠佳，包括公交不便、車位不足、指示不清等，相關問題未有解決，建議於康復醫院增設巴士站方便探病家屬來往，最終於同年3月初於康復醫院及周邊增設巴士站供21A路線停靠[2][3]；隨後於同年5月下旬起於康復醫院旁增設巴士站，供21A路線於每天首班車至18:00期間停靠[4]。但自2021年1月1日起，由於全線改用中巴行駛，因此取消相關停靠安排。[5]

- 自2020年起，澳門受COVID-19影響，加上澳人食住遊將九澳聖母村列為活動的場地之一，導致聖母村知名度增，時有專巴進出該區，在周末及假日吸引市民和旅客前往。由於附近沒有大型公共停車場，導致現場泊車位有限，駕駛者只能把車輛停泊在九澳康復醫院路邊，又或對出馬路兩旁，十分不便。[6] 其中離島社區服務咨詢委員會委員吳子龍建議15路線延伸接駁至九澳聖母村周邊，以及研究增設石排灣至九澳的路環區循環專線或周末特班巴士路線。[7]

- 2023年10月及2024年1月，澳門立法會直選議員林宇滔和李靜儀分別提出書面質詢，分別促請當局優化九澳聖母村周邊巴士站及規劃一條巴士路線途經九澳隧道連接九澳聖母村和九澳康復醫院。[8][9]其中交通事務局局長林衍新於2023年11月下旬回覆直選議員林宇滔的書面質詢時表示，當局曾與九澳康復醫院一方曾共同研究優化周邊的交通措施，並以試行方式新增“九澳康復醫院”臨時站，供乘坐21A路線往媽閣方向停靠本站，但因應路線客量增加需改用中巴行駛，影響巴士進入臨時站，故取消有關安排。為此，已協調巴士公司容許乘搭本線前往醫院或療養院的乘客到達“九澳油庫”站後可以不下車，直至到達“九澳七苦聖母小堂”站後才下車。至於連接九澳康復醫院的巴士路線，局方當時稱會研究相關方案可行性。[10]而李靜儀提出的書面質詢中指出，21A路線路程長，導致在日間或假期等繁忙時段經常出現乘客逼爆車廂的現象，對經常前往九澳社會服務設施的家屬造成不便；另引述居民反映，若遇塞車高峰，由澳門出發來回車程需近三小時，倡增設特班車快線疏導居民和旅客往返聖母村或醫院。[11][12]

## 簡介及歷史
- 2024年1月15日，本線開設，方便乘客於石排灣公屋群內轉乘出入往返九澳村、九澳聖母村及九澳康復醫院一帶。[13][14][15][16]

- 2024年8月26日起，新增及調整本線開出時間。[17]

- 2025年6月7日起，新增09:00及13:00之班次。

## 本線特色／趣事
- 本線雖然是一條雙向線，但到達九澳時已到達或超出總站開出時間，司機在九澳便會立即開始返程，比較像一條循環線。
- 本線為首條途經九澳高頂馬路及全線在路環行駛的常規路線。

## 使用車輛
- 蘇州金龍KLQ6116GHEV1
- 蘇州金龍KLQ6116GHEV2
- 蘇州金龍KLQ6756GHEV

## 電牌
| 往九澳方向   | 往九澳方向       | 往九澳方向 |
| 日期         | 頭牌             | 圖例       |
| ------------ | ---------------- | ---------- |
| 開線至今     | 九澳七苦聖母小堂 |            |
| 往石排灣方向 |                  |            |
| 日期         | 頭牌             | 圖例       |
| 開線至今     | 蝴蝶谷大馬路     |            |

## 路線資料

### 收費
| 收費類別     | 收費類別                      | 收費類別             | 費用 |
| ------------ | ----------------------------- | -------------------- | ---- |
| 現金         | 現金                          | 現金                 | $6.0 |
| 境外支付工具 | 支付寶（內地及香港）          | 支付寶（內地及香港） | $6.0 |
| 境外支付工具 | 雲閃付 非綁定澳門銀聯卡       |                      | $6.0 |
| 境外支付工具 | 微信支付（內地及香港）        |                      | $6.0 |
| 境外支付工具 | 交通聯合 非澳門發行的全國通卡 |                      | $6.0 |
| 境內支付工具 | 澳門通                        | 全民卡               | $3.0 |
| 境內支付工具 | 澳門通                        | 學生卡               | $1.5 |
| 境內支付工具 | 澳門通                        | 長者卡               | 免費 |
| 境內支付工具 | 澳門通                        | 殘疾卡               | 免費 |
| 境內支付工具 | 聚易用＋                      | 聚易用＋             | $3.0 |

### 服務時間及班距
| 服務時間                    | 每天                                     |
| --------------------------- | ---------------------------------------- |
| 蝴蝶谷大馬路                | 08:20、10:00、12:00、14:00、16:00、17:45 |
| 九澳七苦聖母小堂            | 08:35、10:15、12:15、14:15、16:15、18:00 |
| 懸掛8號風球後即時開出尾班車 |                                          |

### 路線停站
| 15S1 | 蝴蝶谷大馬路 ↔ 九澳七苦聖母小堂 | 蝴蝶谷大馬路 ↔ 九澳七苦聖母小堂 | 蝴蝶谷大馬路 ↔ 九澳七苦聖母小堂 | 蝴蝶谷大馬路 ↔ 九澳七苦聖母小堂 |
| 序號 | 往程                            | 往程                            | 返程                            | 返程                            |
| 序號 | 站號                            | 站名                            | 站號                            | 站名                            |
| 1    | C690                            | 蝴蝶谷大馬路總站                | C658                            | 九澳七苦聖母小堂                |
| 2    | C698                            | 九澳高頂馬路                    | C685                            | 聖路濟亞中心                    |
| 3    | C695                            | 九澳水庫郊野公園／懲教管理局-1  | C673                            | 九澳聖若瑟學校                  |
| 4    | C673                            | 九澳聖若瑟學校                  | C696                            | 九澳水庫郊野公園／懲教管理局-2  |
| 5    | C685                            | 九澳七苦聖母小堂                | C697                            | 九澳高頂燒烤公園                |
| 6    |                                 |                                 | C690                            | 蝴蝶谷大馬路總站                |

## 反應及爭議
- 在本線正式宣佈開設後，繼續有社會人士及市民反映九澳聖母村及九澳康復醫院一帶交通配套仍然不足，有自駕的探病親屬指鄰近附近缺少車位，從下環街起乘坐21A路線搭足1.5小時，又預料由於本線新增的特班車班次疏又需要轉乘，預料不便民；另有居民建議特班車加密班次，並建議15路線延長行程至九澳聖母村；有市民則認為本線不駛入路環市區可以節省時間，亦不介意到石排灣公屋群轉乘本線。有離島社區服務咨詢委員會委員指出，居民普遍歡迎新增本線，但班次方面未能覆蓋繁忙尖峰時段，建議當局和巴士公司評估開通後的營運情況，適時延長服務時段和加密班次，同時優化九澳聖母村一帶的泊車設施，吸引居民和旅客到訪。[18]

- 在本線開設的首天，有探望養老院親人的家屬認為本線方便，不過候車時間較長，建議加密班次；另有家屬反映，本線不便利居於澳門半島的人士，仍會選擇先在關閘乘搭發財巴去路氹城，再轉乘21A路線前往九澳，認為費時失事，建議增加往來澳門半島與九澳的特班車。有交通咨詢委員會委員認為，雖然本線僅每日對開五班，相信當局會按需加密班次，未來亦要整體規劃九澳交通，通過科學數據及成本效益不斷優化，隨著未來澳門輕軌石排灣線落成，區內交通將更便捷。[19]

- 在《市民日報》市民之言社論中，批評交通事務局的做法開辦本線再次體現「亂作為」。居民們的訴求顯淺易懂，一是增加由澳門半島到九澳的巴士路線和班次，二是使用九澳隧道縮短行車距離和時間，但交通局只設置本線，明顯是敷衍了事。加上本線候車時間較長，僅每日對開5班，不便利居於澳門半島的人士，有居民竟然會選擇先在關閘乘搭賭場巴前往路氹城轉乘，可見發財巴發揮著公共巴士的運輸作用；明顯地開辦本線是讓居民等待輕軌石排灣線於年內落成及通車再轉乘本線往返九澳；當局直以「轉乘」思維來規劃巴士路線，卻沒有研究乘客不喜歡轉乘的底因，例如試算一下「轉乘」要多久，「轉乘」下一趟巴士會否因為太擠逼而上不了車等，同時對不開設途經九澳隧道的巴士路線是一種「不作為」的態度。[20]

- 2024年8月26日，本線調整服務時間後，於同日的交通諮詢委員會「公共運輸服務改善工作小組」2024年度第四次工作會議上，小組委員提出多項工作改善改議包括視乎出行需要調整本線班次。[21]

## 外部連結
- （繁體中文）新福利公共汽車有限公司 （页面存档备份，存于）